# Вук Драшкович
Вук Драшкович e сръбски политик.
През 2011 г. Драшкович заявява, че след 10 – 15 години ще се говори за подялба на Македония, след като е направил самопризнанието, че сърбите са загубили в рамките на, а и самата Югославия.
Вук Драшкович изпраща писмо с поздравление за победата на ГЕРБ на парламентарните избори на 5 октомври 2014 г. в България. Изразява увереността си за успешно сътрудничество с ГЕРБ в духа на евро-атлантическите ценности. 